# نان ريبيرا
نان ريبيرا (بالإسبانية: Nan Ribera) هو لاعب كرة قدم إسباني في مركز الوسط، ولد في 22 أبريل 1975 في جرندة في إسبانيا. لعب مع إسبانيول ونادي جيرونا.